# Round-robin (littérature)
Pour les articles homonymes, voir Round-robin.
Aux États-Unis, dans le domaine littéraire, le terme round-robin story, ou plus simplement round robin, est un type d'écriture en collaboration dans lequel les auteurs rédigent l'un après l'autre les différents chapitres d'une œuvre de fiction.
Ce genre de roman et de nouvelles a été inventé au XIXe siècle et est devenu plus tard une tradition, particulièrement dans le genre littéraire que constitue la science-fiction, où il est toujours monnaie courante.